# Sputnik 19
Sputnik 19 (známý také jako Alpha Tau 1) byla sovětská planetární sonda původně plánovaná na přistání na Venuši. Sonda typu Veněra byla 25. srpna 1962 úspěšně vypuštěna na oběžnou dráhu kolem Země (nosná raketa Molnija). Sondě však selhal raketový stupeň pro dosažení únikové rychlosti a zůstala tak na oběžné dráze Země a 28. srpna shořela v atmosféře.
US Naval Space Command Satellite Situation Summary (Americká služba na pozorování družic) tuto družici identifikovala jako Sputnik 23.